# 콜린 채프먼
앤서니 콜린 브루스 채프먼 CBE (Anthony Colin Bruce Chapman, 1928년 5월 19일 ~ 1982년 12월 16일)은 영국의 공학자, 발명가이며 스포츠카 회사인 로터스 자동차의 설립자이다.
1928년 잉글랜드 리치먼드에서 태어났다. 1952년 로터스를 설립하고 항공우주공학 분야에 대한 지식을 자동차 공학에 접목하였다. 그의 설계 철학은 "출력을 높이면 직선에서 빨라진다. 무게를 줄이면 어디에서든 빨라진다"라는 발언으로 집약된다.
채프먼이 감독한 팀 로터스는 1962년부터 1978년까지 7번의 포뮬러 원 제조사 우승, 6번의 드라이버 챔피언 우승과 인디애나폴리스 500 우승을 달성했다. 1982년 심근경색으로 사망하였다.